# Oberaarrothorn
L'Oberaarrothorn est un sommet des Alpes en Suisse. Il culmine à 3 476 mètres d'altitude dans les Alpes bernoises.

## Situation
L'Oberaarrothorn est à la frontière entre les cantons de Berne et du Valais, sur la ligne de partage des eaux entre la mer Méditerranée (vallée du Rhône à l'ouest) et la mer du Nord (vallée de l'Aar à l'est, affluent du Rhin). Il se trouve sur une ligne de crêtes qui forment un coude au niveau de l'Oberaarrothorn. Au nord on trouve l'Oberaarrotjoch puis le Nollen ; à l'est la ligne de crêtes continue en direction du Roossehörner.